# Населённые пункты, вошедшие в состав Волоколамска
Населённые пункты, вошедшие в состав Волоколамска — перечень населённых пунктов, существовавших на территории современного Волоколамска и не являющиеся географическими объектами административного деления (или административно-территориальными единицами).
В 1959 году, согласно Решению Московского областного исполнительного комитета от 15.04.1959 года № 377, в черту города были включены населённые пункты Новая и Старая Солдатские слободы Пригородного сельсовета.
В 1963 году включён посёлок городского типа Смычка.
В 2003 году к городу были присоединены: в июле — посёлок Волоколамец, в сентябре — посёлок городского типа Привокзальный, к которому за два месяца до этого была присоединена деревня Порохово.
В 2004 году включён посёлок Холмогорка, деревни Матвейково, Холстниково, Щекино и село Возмище, а также деревня Новопетровское.